# Tomás Armuelles
Tomás Armuelles Pérez (Las Lajas, Chiriquí; siglo XIX - Pedregal, Panamá; 18 de marzo de 1921) fue un militar panameño que participó en la Guerra de los Mil Días y en la Guerra de Coto. Tras su fallecimiento, su apellido fue designado al puerto de Rabo de Puerco, renombrado a Puerto Armuelles.

## Biografía
Sus padres fueron Fidel Armuelles y María de los Santos Pérez. En 1900, durante la Guerra de los Mil Días, se unió a las fuerzas liberales de Belisario Porras que llegaron a Punta Burica desde Nicaragua. Formó parte del batallón "Líderes de Chiriquí" y estuvo bajo las órdenes del general Manuel Quintero Villarreal, combatiendo en la batalla de la Negra Vieja, en la batalla de Corozal y en la batalla del Puente de Calidonia, donde los liberales fueron derrotados el 26 de julio de 1900.
Tras la derrota liberal, Armuelles se retiró a la vida civil hasta que en 1902 volvió a unirse a las fuerzas liberales del general Quintero Villarreal apostados en la bahía de Charco Azul hasta el fin del conflicto.
Posteriormente en febrero de 1921, cuando Panamá ya era una nación independiente, Tomás Armuelles participó como jefe de la policía chiricana en la avanzada de las fuerzas panameñas en la Guerra de Coto, por la disputa de Pueblo Nuevo de Coto contra Costa Rica. Junto con el coronel Laureano Gasca, lograron la rendición de las fuerzas costarriceneses en el pueblo de manera pacífica, y lograron repeler las emboscadas posteriores.
Habiendo terminado el conflicto en marzo, las fuerzas panameñas se aprestaron a ir a la ciudad capital, a recibir los honores correspondientes, cuando el 18 de marzo de 1921 hubo un accidente con el ferrocarril de Chiriquí en el puerto de Pedregal, donde el vagón que llevaba al capitán Armuelles y otros cinco oficiales se desprendió y cayó a un estero. Sólo dos pudieron salir con vida, mientras que el resto, entre ellos Armuelles, perecieron ahogados.
Debido a la tragedia, se decretó luto general por nueve días por parte de la Policía Nacional, y se decidió renombrar el puerto de Rabo de Puerco, que tuvo un papel importante en la guerra como Puerto Armuelles.